# مسجد بيركلي (خيوس)
مسجد بيركلي (باليونانية: Μπαϊρακλί Τζαμί)‏، من (بالتركية: Bayraklı Camii)‏، وتعني "مسجد حامل العلم"، والمعروف أيضًا باسم مسجد الحميدية (باليونانية: Τζαμί Χαμηδιέ)‏: هو مسجد تاريخي من العهد العثماني في خيوس (جزيرة) في اليونان. هو أحد المساجد الثلاثة الباقية على الجزيرة، والاثنان الآخران هما مسجد عثمانية ومسجد مجيدية.

## التاريخ
وفقًا للنقش الرخامي الموجود فوق إطار الباب، بدأ بناء المسجد في عامي 1891 و1892 بأمر من السلطان عبد الحميد الثاني، عندما كانت خيوس جزءًا من الدولة العثمانية وولاية الأرخبيل.
يقع مسجد بيركلي داخل حصن البلدة القديمة في خيوس، في شارع القديس جورج، في موقع مدينة خيوس القديمة.
رغم وجود دعوات لتخصيص المسجد للجالية المسلمة كمركز للصلاة، إلا أن مثل هذه الإجراءات لم تنفذ بعد.

## أسلوب البناء
المسجد له أرضية مستطيلة الشكل ومغطى بسقف، في حين تم هدم منطقة الصلاة الرئيسية. فوق المحراب، تقرأ اللوحة "كلما دخل عليها زكريا المحراب"، في إشارة إلى السيدة مريم العذراء وزيارات زكريا إلى هيكل سليمان.
أثناء أعمال التجديد التي اكتملت بحلول 2023، تم إعادة بناء أجزاء كبيرة من الديكور الداخلي، في حين تم الحفاظ على الجزء الخارجي بشكل منهجي.
تم بناء مسجد بيركلي في نفس الوقت الذي تم فيه بناء مسجد عثماني آخر في خيوس، وهو مسجد عثمانية، وبالتالي يشتركا معا في بعض أوجه التشابه في الأسلوب المعماري.

## أنظر أيضا
- الإسلام في اليونان
- قائمة المساجد السابقة في اليونان
- قائمة مساجد اليونان
- اليونان العثمانية